# Huub van den Brule
Hubertus Eduardus (Huub) van den Brule (Rotterdam, 17 juni 1889 – aldaar, 10 februari 1976) was een Nederlandse winkelier en politicus.

## Familie
Van den Brule was een zoon van Huibertus Petrus van den Brule (1850-1919) en Moneca Cecilia Odemaere (1853-1941). Hij trouwde met Alida Maria Godefrida ten Bosch (1889-1918) en na haar overlijden met Adriana Hendrika Rath (1896-1965).

## Loopbaan
Van den Brule en zijn ouders verkochten in hun winkels in Rotterdam grafkransen en kunstbloemen. Hij was korte tijd bestuurslid van de Kamer van Koophandel en secretaris (1914-1917) en voorzitter (1917-1928) van de R.K. middenstandsvereniging "De Hanze" te Rotterdam. Vanaf 1922 was hij lid van het hoofdbestuur van de Nederlandsche Roomsch-Katholieke Middenstandsbond.
Hij was daarnaast politiek actief als lid van de Algemeene Bond van RK-kiesverenigingen (ABRK). Deze bond werd in 1926 voortgezet als de Roomsch-Katholieke Staatspartij (RKSP), die op haar beurt in 1945 werd voortgezet als de Katholieke Volkspartij (KVP). Hij was gemeenteraadslid (1919-1941) en werd verkozen tot lid van de Provinciale Staten (1935-1941). Van 30 juni 1936 tot 4 juni 1946 was hij lid van de Tweede Kamer der Staten-Generaal. Hij sprak in de Kamer onder meer over binnenlandse zaken, verkeer en sociale zaken.
Tijdens de Tweede Wereldoorlog was hij van mei tot december 1942 geïnterneerd in het Kamp Sint-Michielsgestel. Na de oorlog werd hij opnieuw lid van de gemeenteraad (1945-1958) en bovendien wethouder (1947-1958) van de havenstad. Hij was lijsttrekker van de KVP bij de gemeenteraadsverkiezingen in 1946, 1949 en 1953.
Van den Brule werd in 1957 benoemd tot ridder in de Orde van de Nederlandse Leeuw. Hij overleed in 1976, op 86-jarige leeftijd. In 1996 werd in Rotterdam een straat naar hem vernoemd.
- Biografisch Portaal: 19121605
- Parlement.com: vg09lkyuscun